# Comuna de Dębica
Dębica (polaco: Gmina Dębica) é uma gminy (comuna) na Polónia, na voivodia de Subcarpácia e no condado de Dębicki.
De acordo com os censos de 2004, a comuna tem 24 282 habitantes, com uma densidade 172,7 hab/km².

## Área
Estende-se por uma área de 137,62 km², incluindo:
- área agricola: 60%
- área florestal: 29%

## Demografia
Dados de 30 de Junho 2004:
|                      | Total   | Total | Mulheres | Mulheres | Homens  | Homens |
| -------------------- | ------- | ----- | -------- | -------- | ------- | ------ |
|                      | pessoas | %     | pessoas  | %        | pessoas | %      |
| População            | 23 767  | 100   | 11 973   | 50,4     | 11 794  | 49,6   |
| Densidade (pop./km²) | 172,7   | 100   | 87       | 87       | 85,7    | 85,7   |

De acordo com dados de 2002, o rendimento médio per capita ascendia a 1363,79 zł.

## Subdivisões
- Braciejowa, Brzeźnica, Brzeźnica-Wola, Głobikowa, Gumniska, Kędzierz, Kochanówka, Kozłów, Latoszyn, Nagawczyna, Paszczyna, Podgrodzie, Pustków-Wieś, Pustków-Krownice, Pustków Osiedle, Pustynia, Stasiówka, Stobierna, Zawada.

## Comunas vizinhas
- Brzostek, Czarna, miasto Dębica, Ostrów, Pilzno, Przecław, Ropczyce, Żyraków